# مالایا درو
مالایا درو (انگلیسی: Malaya Drew؛ زادهٔ ۶ فوریه ۱۹۷۸) یک هنرپیشه اهل ایالات متحده آمریکا است. وی از سال ۲۰۰۲ میلادی تاکنون مشغول فعالیت بوده‌است.
از کارهای معروف او می‌توان به بازی در فیلم کریپتو اشاره کرد.